# Peter Lundgren (homme politique)
Pour les articles homonymes, voir Peter Lundgren et Lundgren.
Peter Lundgren, né le 2 février 1963 à Bjuv, est un homme politique suédois, membre du parti des Démocrates de Suède.
Le 25 mai 2014, il devient député européen aux élections européennes de 2014 en Suède.

## Biographie
Lundgren est un ancien routier. Il devient candidat pour le parlement européen le 27 janvier 2014. Le 25 mai 2014, Lundgren est élu au parlement européen, ; lui et Kristina Winberg deviennent les premiers représentants des Démocrates de Suède à être élus comme membres au parlement européen,.
Il agresse sexuellement une femme membre de son parti en mars 2018, ce qui lui vaut un procès en décembre 2019. Le parti des Démocrates de Suède ne s'exprime pas au sujet de cette affaire.

## Vie privée
Lundgren réside à Kulltorp (en) et est membre du conseil communal dans la municipalité de Gnosjö.